# 요 성종
요 성종 야율융서(遼聖宗 耶律隆緒, 972년 1월 16일(음력 971년 12월 27일) ~ 1031년 6월 25일(음력 6월 3일))는 요나라의 제6대 황제(재위：982년 ~ 1031년)이다. 시호는 문무대효선숙경황제(文武大孝宣肅景皇帝)이다.

## 생애
제5대 황제 경종과 예지황후 소씨의 아들이다. 요나라의 전성기를 이끌던 황제로, 그의 치세에 이르러 요나라의 판도가 넓어졌다. 986년 1월, 발해 유민이 세운 정안국이 고려와 손을 잡으려 한 사실을 알게 된 성종은 그해 12월(또는 987년 1월) 정안국을 공격하여 멸망시켰다.
1004년에는 송을 침공했고, 이에 대해 송의 진종은 요나라에 대해 매년 재물을 보내는 것을 주 내용으로 하는 화평조약인 전연의 맹(澶淵之盟)을 맺었다. 성종의 치세 동안 요나라는 서쪽으로 이동하여 하서(河西)의 회흘(回紇)을 정복하여 중앙아시아로 무대를 넓혔으며, 이는 서요가 건국되는 계기가 된다. 또한 성종은 993년, 1010년, 1018년 세 차례에 걸쳐 고려를 침공했으나 고려를 복속시키는 데는 실패하였다. 요사에 의하면 요나라 군주 중 유일하게 군주 역할을 제대로 수행한 군주라고 한다.
요나라 성종은 향년 61세의 나이로 사망하였다.

## 존호
즉위 후에 받은 존호는 소성황제(昭聖皇帝)이며, 그 이듬해인 983년에 존호를 개칭하여 천보황제(天輔皇帝)라고 하였다. 987년에는 존호를 가상하여 지덕광효소성천보황제(至德廣孝昭聖天輔皇帝)라고 하였고, 1012년에 존호를 다시 가상하여 홍문선무존도지덕숭인광효총예소성신찬천보황제(弘文宣武尊道至德崇仁廣孝聰睿昭聖神贊天輔皇帝)라고 하였다. 1021년에 존호를 다시 재가상하여 예문영무준도지덕숭인광효공성치정소성신찬천보황제(睿文英武遵道至德崇仁廣孝功成治定昭聖神贊天輔皇帝)라고 하였다.

## 가계

### 조부모와 부모
- 조부 : 세종(世宗) 효화제(孝和帝) 야율완(耶律阮)
- 조모 : 회절황후(懷節皇后) 소살갈지(蕭撒葛只)
  - 부 : 경종(景宗) 효성제(孝成帝) 야율현(耶律賢)
  - 모 : 예지황후(睿智皇后) 소작(蕭綽)

### 황후
| 봉호            | 시호                | 이름(성씨)          | 별칭  | 재위년도        | 생몰년도       | 국구(장인/장모) | 능묘       | 비고  |
| --------------- | ------------------- | ------------------- | ----- | --------------- | -------------- | --------------- | ---------- | ----- |
| 폐황후 (廢皇后) |                     | 소씨(蕭氏)          | [ 1 ] | 986년 ~ 1001년  |                |                 |            | [ 2 ] |
| 황후 (皇后)     | 인덕황후 (仁德皇后) | 소보살가 (蕭菩薩哥) | [ 3 ] | 1001년 ~ 1031년 | 983년 ~ 1032년 | 소외인(蕭隗因)  | 경릉(慶陵) |       |
| 원비 (元妃)     | 흠애황후 (欽哀皇后) | 소누근 (蕭耨斤)     | [ 4 ] | (추존)          | 951년 ~ 1057년 | 소화(蕭和)      | 경릉(慶陵) |       |

### 후궁
| 봉호           | 이름(성씨)     | 별칭               | 생몰년도       | 비고                 |
| -------------- | -------------- | ------------------ | -------------- | -------------------- |
| 귀비(貴妃)     | 소씨(蕭氏)     |                    | 970년 ~ 993년  |                      |
| 덕비(德妃)     | 소씨(蕭氏)     |                    | ? ~ 1017년     | 사사당함.            |
| 숙의(淑儀)     | 경씨(耿氏)     | 적선대사(寂善大師) | 983년 ~ 1064년 | 성종 승하 후 출가함. |
| 여의(麗儀)     | 마씨(馬氏)     |                    |                |                      |
| 소의(昭儀)     | 백씨(白氏)     |                    |                |                      |
| 순의(順儀)     | 이씨(李氏)     |                    |                |                      |
| 방의(芳儀)     | 애씨(艾氏)     |                    |                |                      |
| 화의(和儀)     | 손씨(孫氏)     |                    |                |                      |
| 방의(芳儀)     | 이씨(李氏)     |                    |                |                      |
| 대궁인(大宮人) | 소씨(蕭氏)     |                    |                |                      |
| 소궁인(小宮人) | 소씨(蕭氏)     |                    |                |                      |
|                | 복외씨(仆隗氏) |                    |                |                      |
|                | 마씨(馬氏)     |                    |                |                      |
|                | 대씨(大氏)     |                    |                |                      |
|                | 백씨(白氏)     |                    |                |                      |
|                | 이씨(李氏)     |                    |                |                      |
|                | 애씨(艾氏)     |                    |                |                      |

### 황자
- 요절하거나 이름없는 황자 제외.

| - | 봉호               | 시호 | 이름                                        | 생몰년도        | 생모            | 별칭  | 비고                   |
| - | ------------------ | ---- | ------------------------------------------- | --------------- | --------------- | ----- | ---------------------- |
| 1 | 황태자(皇太子)     |      | 야율지골(耶律 只骨) 야율종진(耶律 宗眞)     | 1016년 ~ 1055년 | 흠애왕후 소누근 | [ 5 ] | 제7대 황제 흥종(興宗). |
| 2 | 황태숙(皇太叔)     |      | 야율패길지(耶律 孛吉只) 야율종원(耶律 宗元) | 1021년 ~ 1063년 | 흠애왕후 소누근 | [ 6 ] |                        |
| 3 | 류성군왕(柳城郡王) |      | 야율별고특(耶律 別古特) 야율종간(耶律 宗簡) | ? ~ 1050년      |                 |       |                        |
| 4 | 연왕(燕王)         |      | 야율오가(耶律 吳哥) 야율종훈(耶律 宗訓)     |                 | 궁인 복외씨     |       |                        |
| 5 |                    |      | 야율구아(耶律 狗兒) 야율종위(耶律 宗偉)     |                 | 궁인 복외씨     |       |                        |
| 6 | 혼동군왕(混同郡王) |      | 야율후고(耶律 侯古) 야율종원(耶律 宗愿)     | 1008년 ~ 1072년 | 숙의 경씨       | [ 7 ] |                        |

### 황녀
| -  | 봉호                            | 이름                      | 생몰년도                  | 생모          | 부마                                      | 별칭   | 비고  |
| -- | ------------------------------- | ------------------------- | ------------------------- | ------------- | ----------------------------------------- | ------ | ----- |
| 1  | 송국장공주 (宋國長公主)         | 야율 연가 (耶律 燕哥)     | 990년 ~ ?                 | 귀비 소씨     | 무정군절도사(武定軍節度使) 소소종(蕭紹宗) | [ 8 ]  | [ 9 ] |
| 2  | 진진국대장공주 (秦晉國大長公主) | 야율 암모근 (耶律 巖母菫) |                           | 흠애황후 소씨 | 소착복(蕭浞卜)                            | [ 10 ] |       |
| 2  | 진진국대장공주 (秦晉國大長公主) | 야율 암모근 (耶律 巖母菫) | 소해리(蕭海里)            | 흠애황후 소씨 |                                           | [ 10 ] |       |
| 2  | 진진국대장공주 (秦晉國大長公主) | 야율 암모근 (耶律 巖母菫) | 소호도(蕭胡覩)            | 흠애황후 소씨 |                                           | [ 10 ] |       |
| 2  | 진진국대장공주 (秦晉國大長公主) | 야율 암모근 (耶律 巖母菫) | 위국왕(魏國王) 소혜(蕭惠) | 흠애황후 소씨 |                                           | [ 10 ] |       |
| 3  | 진촉국대장공주 (晉蜀國大長公主) | 야율 삭고 (耶律 槊古)     |                           | 흠애황후 소씨 | 초국왕(楚國王) 소효충(蕭孝忠)             | [ 11 ] |       |
| 4  | 남양공주 (南陽公主)             | 야율 최팔 (耶律 崔八)     | ? ~ 1030년                | 대궁인 소씨   | 진충숙왕(晉忠肅王) 소효선(蕭孝先)         |        |       |
| 5  | 장녕공주 (長寧公主)             | 야율 도가 (耶律 陶哥)     |                           | 대궁인 소씨   | 소양륙(蕭楊六)                            |        |       |
| 6  | 형국공주 (荊國公主)             | 야율 전닉 (耶律 鈿匿)     |                           | 소궁인 소씨   | 남경통군사(南京統軍使) 소쌍고(蕭雙古)     |        |       |
| 7  | 심양공주 (潯陽公主)             | 야율 구가 (耶律 九哥)     |                           | 궁인 마씨     | 소련(蕭璉)                                |        |       |
| 8  | 임해공주 (臨海公主)             | 야율 장수 (耶律 長壽)     |                           | 궁인 대씨     | 대역추(大力秋)                            |        |       |
| 8  | 임해공주 (臨海公主)             | 야율 장수 (耶律 長壽)     | 소고(蕭古)                | 궁인 대씨     |                                           |        |       |
| 9  | 동창공주 (同昌公主)             | 야율 팔가 (耶律 八哥)     |                           | 궁인 백씨     | 유삼하(劉三嘏)                            |        |       |
| 10 | 삼하공주 (三河公主)             | 야율 십가 (耶律 十哥)     |                           | 궁인 백씨     | 해왕(奚王) 소고구(蕭高九)                 |        |       |
| 11 | 인수공주 (仁壽公主)             | 야율 벽실 (耶律 擘失)     |                           | 궁인 백씨     | 유사단(劉四端)                            |        |       |
| 12 | 공주(公主)                      | 야율 태가 (耶律 泰哥)     |                           | 궁인 백씨     | 소홀렬(蕭忽烈)                            |        |       |
| 13 | 금향공주 (金鄕公主)             | 야율 새가 (耶律 賽哥)     |                           | 궁인 이씨     | 소도옥(蕭圖玉)                            |        |       |
| 14 | 공주(公主)                      | 야율 흥가 (耶律 興哥)     |                           | 궁인 애씨     | 소왕육(蕭王六)                            |        |       |

## 기년
| 성종        | 원년                 | 2년                 | 3년        | 4년        | 5년        | 6년        | 7년        | 8년        | 9년        | 10년                 |
| ----------- | -------------------- | ------------------- | ---------- | ---------- | ---------- | ---------- | ---------- | ---------- | ---------- | -------------------- |
| 서력 (西曆) | 982년                | 983년               | 984년      | 985년      | 986년      | 987년      | 988년      | 989년      | 990년      | 991년                |
| 간지 (干支) | 임오(壬午)           | 계미(癸未)          | 갑신(甲申) | 을유(乙酉) | 병술(丙戌) | 정해(丁亥) | 무자(戊子) | 기축(己丑) | 경인(庚寅) | 신묘(辛卯)           |
| 연호 (年號) | 건형(乾亨) 4년       | 5년 통화(統和) 원년 | 2년        | 3년        | 4년        | 5년        | 6년        | 7년        | 8년        | 9년                  |
| 성종        | 11년                 | 12년                | 13년       | 14년       | 15년       | 16년       | 17년       | 18년       | 19년       | 20년                 |
| 서력 (西曆) | 992년                | 993년               | 994년      | 995년      | 996년      | 997년      | 998년      | 999년      | 1000년     | 1001년               |
| 간지 (干支) | 임진(壬辰)           | 계사(癸巳)          | 갑오(甲午) | 을미(乙未) | 병신(丙申) | 정유(丁酉) | 무술(戊戌) | 기해(己亥) | 경자(庚子) | 신축(辛丑)           |
| 연호 (年號) | 10년                 | 11년                | 12년       | 13년       | 14년       | 15년       | 16년       | 17년       | 18년       | 19년                 |
| 성종        | 21년                 | 22년                | 23년       | 24년       | 25년       | 26년       | 27년       | 28년       | 29년       | 30년                 |
| 서력 (西曆) | 1002년               | 1003년              | 1004년     | 1005년     | 1006년     | 1007년     | 1008년     | 1009년     | 1010년     | 1011년               |
| 간지 (干支) | 임인(壬寅)           | 계묘(癸卯)          | 갑진(甲辰) | 을사(乙巳) | 병오(丙午) | 정미(丁未) | 무신(戊申) | 기유(己酉) | 경술(庚戌) | 신해(辛亥)           |
| 연호 (年號) | 20년                 | 21년                | 22년       | 23년       | 24년       | 25년       | 26년       | 27년       | 28년       | 29년                 |
| 성종        | 31년                 | 32년                | 33년       | 34년       | 35년       | 36년       | 37년       | 38년       | 39년       | 40년                 |
| 서력 (西曆) | 1012년               | 1013년              | 1014년     | 1015년     | 1016년     | 1017년     | 1018년     | 1019년     | 1020년     | 1021년               |
| 간지 (干支) | 임자(壬子)           | 계축(癸丑)          | 갑인(甲寅) | 을묘(乙卯) | 병진(丙辰) | 정사(丁巳) | 무오(戊午) | 기미(己未) | 경신(庚申) | 신유(辛酉)           |
| 연호 (年號) | 30년 개태(開泰) 원년 | 2년                 | 3년        | 4년        | 5년        | 6년        | 7년        | 8년        | 9년        | 10년 태평(太平) 원년 |
| 성종        | 41년                 | 42년                | 43년       | 44년       | 45년       | 46년       | 47년       | 48년       | 49년       | 50년                 |
| 서력 (西曆) | 1022년               | 1023년              | 1024년     | 1025년     | 1026년     | 1027년     | 1028년     | 1029년     | 1030년     | 1031년               |
| 간지 (干支) | 임술(壬戌)           | 계해(癸亥)          | 갑자(甲子) | 을축(乙丑) | 병인(丙寅) | 정묘(丁卯) | 무진(戊辰) | 기사(己巳) | 경오(庚午) | 신미(辛未)           |
| 연호 (年號) | 2년                  | 3년                 | 4년        | 5년        | 6년        | 7년        | 8년        | 9년        | 10년       | 11년                 |

## 요 성종이 등장한 작품
- 《천추태후》(KBS, 2009년, 배우: 장동직, 오건우)
- 《고려거란전쟁》(KBS, 2023년, 배우: 김혁)

## 같이 보기
- 고려-요 전쟁

| 전 대 요 경종 | 제6대 요 황제 982년 ~ 1031년 | 후 대 요 흥종 |